# Dieci preludi, Op. 23
Dieci preludi, Op. 23 è una raccolta di preludi per pianoforte composti da Sergej Vasil'evič Rachmaninov tra il 1901 e il 1903 che include il famoso Preludio in sol minore (n. 5). Assieme al Preludio in do diesis minore e ai Tredici preludi, Op. 32, compone una suite completa di 24 preludi in tutte le tonalità maggiori e minori. 

## Storia della composizione
Rachmaninov completò il Preludio n. 5 nel 1901, mentre gli altri vennero terminati dopo il suo matrimonio con la cugina Natalija Satina, che fu celebrato nel 1902. Alcuni preludi furono eseguiti per la prima volta da Rachmaninov a Mosca il 10 febbraio 1903. Gli anni tra il 1900 e il 1903 furono piuttosto difficili per Rachmaninov, e la motivazione a comporre i preludi era principalmente economica: egli in quel periodo era finanziariamente dipendente dal cugino Aleksandr Ziloti, cui l'Op. 23 fu dedicata.

## Struttura della composizione
I Dieci preludi Op. 23, considerati tra le migliori composizioni di Rachmaninov per pianoforte solo, sono i seguenti: 
- n. 1 in fa diesis minore - Largo

Questo preludio è in forma ternaria A-B-A e di natura omofonica.
- n. 2 in si bemolle maggiore - Maestoso

È un pezzo brillante e virtuosistico, ritmicamente complesso, in forma ternaria.
- n. 3 in re minore - Tempo di minuetto

In forma ternaria, con diversi passaggi contrappuntistici.
- n. 4 in re maggiore - Andante cantabile

Anch'esso è in forma ternaria.
- n. 5 in sol minore - Alla marcia

Il celebre preludio n. 5 è in forma ternaria, che consiste di una sezione iniziale A (Alla marcia), di una sezione centrale B (Poco meno mosso) più lirica e malinconica, una transizione al tempo originale e la ricapitolazione della marcia iniziale.
- n. 6 in mi bemolle maggiore - Andante

Questo preludio è scritto in forma di variazioni.
- n. 7 in do minore - Allegro

La struttura di questo preludio è una versione distorta della forma ternaria convenzionale.
- n. 8 in la bemolle maggiore - Allegro vivace

Anch'esso in forma ternaria.
- n. 9 in mi bemolle minore - Presto

È probabilmente il più difficile dell'Op. 23.
- n. 10 in sol bemolle maggiore - Largo

Anch'esso in forma ternaria.